# Estadio Monumental José Fierro
El Estadio José Fierro, conocido popularmente como el Monumental José Fierro, es un recinto deportivo propiedad del Club Atlético Tucumán, ubicado en la ciudad de San Miguel de Tucumán, Argentina. Se sitúa en la intersección de las calles 25 de Mayo y Chile, siendo lindante con el cruce de Laprida y Bolivia, en el barrio Villa 9 de Julio.
Fue inaugurado el 21 de mayo de 1922 en un partido entre Atlético Tucumán y Racing Club, que terminó en empate 1 a 0. La denominación de Monumental José Fierro surge en 1938, en homenaje al presidente y socio fundador de la institución. Cuenta con capacidad para 35.200 espectadores, lo que lo convierte en el estadio más grande de Tucumán y del noroeste argentino.
También es utilizado para algunos juegos que disputa la selección argentina de rugby.

## Historia
El estadio es obra del arquitecto español José Graña. Se terminó de construir en 1922 y contaba con una capacidad para 5000 espectadores. Se inauguró el 21 de mayo del mismo año y originalmente fue bautizado como "Grand Stadium" por sus características monumentales que lo convertían en el más grande en dimensiones de todo el norte argentino. Para la ocasión se invitó al equipo completo de Racing Club.
Al pasar el tiempo se le asignó el nombre de Estadio Monumental "José Fierro", en honor al expresidente de la institución José Fierro. 
Fue el primer estadio techado de Tucumán, y el primero en tener una bandeja alta. Debido a su tamaño, es el elegido para los grandes eventos que se realizan en Tucumán. Las dimensiones son de 105 x 70,20 m y tanto las tribunas, como el techo son de hormigón, resto de instalaciones en cemento (igual que algunas butacas, las restantes de cemento). Su antigua capacidad era 29.200 espectadores.
En julio de 2009 empezó la creación de una platea con capacidad para 2700 espectadores. También se llevó a cabo la construcción de palcos VIP. En 2016 se construyeron más palcos VIP debajo de la tribuna nueva.
Luego de un anuncio realizado por el presidente de Atlético Tucumán Mario Leito, en febrero de 2019 la constructora tucumana Tensolite SA llevó a cabo la construcción de la nueva platea, sector 3 y 4, mientras que en agosto de ese mismo año se terminó la obra de una nueva platea, la cual cuenta con una capacidad de 2600 espectadores, incluyendo los palcos VIP. A raíz de las diversas obras que aumentaron la capacidad total del estadio, la misma en la actualidad es de 35.200 personas. El José Fierro fue uno de los propuestos como subsede por Argentina en sus sendas candidaturas para organizar los mundiales de 1938, y el no realizado de 1942.